# Pescara Calcio 1980-1981
Questa voce raccoglie le informazioni riguardanti il Pescara Calcio nelle competizioni ufficiali della stagione 1980-1981.

## Rosa
| N. |                   | Ruolo | Calciatore            |
| -- | ----------------- | ----- | --------------------- |
|    | Italia (bandiera) | D     | Osvaldo Arecco        |
|    | Italia (bandiera) | C     | Loris Boni            |
|    | Italia (bandiera) | C     | Franco Cerilli        |
|    | Italia (bandiera) | D     | Giacomo Chinellato    |
|    | Italia (bandiera) | A     | Giordano Cinquetti    |
|    | Italia (bandiera) | C     | Marco Cosenza         |
|    | Italia (bandiera) | C     | Siro D'Alessandro     |
|    | Italia (bandiera) | D     | Emilio D'Eramo        |
|    | Italia (bandiera) | C     | Bartolomeo Di Michele |
|    | Italia (bandiera) | C     | Claudio Eusepi        |
|    | Italia (bandiera) | A     | Lorenzo Livello       |
|    | Italia (bandiera) | D     | Piergiorgio Negrisolo |

| N. |                   | Ruolo | Calciatore            |
| -- | ----------------- | ----- | --------------------- |
|    | Italia (bandiera) | D     | Bruno Nobili          |
|    | Italia (bandiera) | P     | Gianluca Pacchiarotti |
|    | Italia (bandiera) | D     | Ennio Pellegrini      |
|    | Italia (bandiera) | P     | Graziano Piagnerelli  |
|    | Italia (bandiera) | D     | Valeriano Prestanti   |
|    | Italia (bandiera) | C     | Paolo Pucci           |
|    | Italia (bandiera) | D     | Roberto Romei         |
|    | Italia (bandiera) | C     | Matteo Santucci       |
|    | Italia (bandiera) | A     | Massimo Silva         |
|    | Italia (bandiera) | D     | Sergio Taddei         |
|    | Italia (bandiera) | A     | Stefano Trevisanello  |

## Risultati

### Serie B

#### Girone di andata
| 14 settembre 1980 1ª giornata | Pescara | 2 – 1 | Cesena |  |

| 21 settembre 1980 2ª giornata | Genoa | 2 – 1 | Pescara |  |

| 28 settembre 1980 3ª giornata | Pescara | 1 – 0 | Monza |  |

| 5 ottobre 1980 4ª giornata | Pescara | 0 – 0 | Lazio |  |

| 12 ottobre 1980 5ª giornata | Sampdoria | 3 – 1 | Pescara |  |

| 19 ottobre 1980 6ª giornata | Pescara | 2 – 1 | Lanerossi Vicenza |  |

| 26 ottobre 1980 7ª giornata | Rimini | 1 – 1 | Pescara |  |

| 2 novembre 1980 8ª giornata | Pescara | 2 – 2 | Varese |  |

| 9 novembre 1980 9ª giornata | Verona | 2 – 0 | Pescara |  |

| 16 novembre 1980 10ª giornata | Pescara | 0 – 0 | Palermo |  |

| 23 novembre 1980 11ª giornata | Pisa | 1 – 1 | Pescara |  |

| 30 novembre 1980 12ª giornata | Foggia | 1 – 1 | Pescara |  |

| 7 dicembre 1980 13ª giornata | Pescara | 0 – 1 | Atalanta |  |

| 14 dicembre 1980 14ª giornata | SPAL | 2 – 1 | Pescara |  |

| 21 dicembre 1980 15ª giornata | Pescara | 2 – 1 | Bari |  |

| 4 gennaio 1981 16ª giornata | Pescara | 2 – 1 | Taranto |  |

| 11 gennaio 1981 17ª giornata | Lecce | 2 – 0 | Pescara |  |

| 18 gennaio 1981 18ª giornata | Pescara | 1 – 0 | Catania |  |

| 25 gennaio 1981 19ª giornata | Milan | 0 – 0 | Pescara |  |

#### Girone di ritorno
| 8 febbraio 1981 20ª giornata | Cesena | 2 – 0 | Pescara |  |

| 15 febbraio 1981 21ª giornata | Pescara | 2 – 1 | Genoa |  |

| 22 febbraio 1981 22ª giornata | Monza | 0 – 0 | Pescara |  |

| 1º marzo 1981 23ª giornata | Lazio | 0 – 0 | Pescara |  |

| 8 marzo 1981 24ª giornata | Pescara | 2 – 1 | Sampdoria |  |

| 15 marzo 1981 25ª giornata | Lanerossi Vicenza | 2 – 1 | Pescara |  |

| 22 marzo 1981 26ª giornata | Pescara | 1 – 0 | Rimini |  |

| 29 marzo 1981 27ª giornata | Varese | 1 – 0 | Pescara |  |

| 5 aprile 1981 28ª giornata | Pescara | 0 – 0 | Verona |  |

| 12 aprile 1981 29ª giornata | Palermo | 0 – 0 | Pescara |  |

| 18 aprile 1981 30ª giornata | Pescara | 1 – 0 | Pisa |  |

| 26 aprile 1981 31ª giornata | Pescara | 3 – 2 | Foggia |  |

| 10 maggio 1981 32ª giornata | Atalanta | 0 – 2 | Pescara |  |

| 17 maggio 1981 33ª giornata | Pescara | 1 – 1 | SPAL |  |

| 24 maggio 1981 34ª giornata | Bari | 3 – 0 | Pescara |  |

| 31 maggio 1981 35ª giornata | Taranto | 3 – 1 | Pescara |  |

| 7 giugno 1981 36ª giornata | Pescara | 1 – 1 | Lecce |  |

| 14 giugno 1981 37ª giornata | Catania | 0 – 1 | Pescara |  |

| 21 giugno 1981 38ª giornata | Pescara | 1 – 0 | Milan |  |

## Statistiche

### Statistiche di squadra
| Competizione | Punti | In casa | In casa | In casa | In casa | In casa | In casa | In trasferta | In trasferta | In trasferta | In trasferta | In trasferta | In trasferta | Totale | Totale | Totale | Totale | Totale | Totale | DR |
| Competizione | Punti | G       | V       | N       | P       | Gf      | Gs      | G            | V            | N            | P            | Gf           | Gs           | G      | V      | N      | P      | Gf     | Gs     | DR |
| ------------ | ----- | ------- | ------- | ------- | ------- | ------- | ------- | ------------ | ------------ | ------------ | ------------ | ------------ | ------------ | ------ | ------ | ------ | ------ | ------ | ------ | -- |
| Serie B      | 41    | 19      | 12      | 6       | 1       | 24      | 13      | 19           | 2            | 7            | 10           | 11           | 25           | 38     | 14     | 13     | 11     | 35     | 38     | -3 |
| Coppa Italia | 4     | 2       | 1       | 0       | 1       | 1       | 2       | 2            | 1            | 0            | 1            | 2            | 3            | 4      | 2      | 0      | 2      | 3      | 5      | -2 |
| Totale       |       | 21      | 13      | 6       | 2       | 25      | 15      | 21           | 3            | 7            | 11           | 13           | 28           | 42     | 16     | 13     | 13     | 38     | 43     | -5 |

### Statistiche dei giocatori
| Giocatore       | Serie B  | Serie B | Serie B     | Serie B    | Coppa Italia | Coppa Italia | Coppa Italia | Coppa Italia | Totale   | Totale | Totale      | Totale     |
| Giocatore       | Presenze | Reti    | Ammonizioni | Espulsioni | Presenze     | Reti         | Ammonizioni  | Espulsioni   | Presenze | Reti   | Ammonizioni | Espulsioni |
| --------------- | -------- | ------- | ----------- | ---------- | ------------ | ------------ | ------------ | ------------ | -------- | ------ | ----------- | ---------- |
| O. Arecco       | 21       | 0       | ?           | ?          | ?            | ?            | ?            | ?            | 21+      | 0+     | ?           | ?          |
| L. Boni         | 23       | 0       | ?           | ?          | ?            | ?            | ?            | ?            | 23+      | 0+     | ?           | ?          |
| F. Cerilli      | 18       | 0       | ?           | ?          | ?            | ?            | ?            | ?            | 18+      | 0+     | ?           | ?          |
| G. Chinellato   | 26       | 1       | ?           | ?          | ?            | ?            | ?            | ?            | 26+      | 1+     | ?           | ?          |
| G. Cinquetti    | 6        | 0       | ?           | ?          | ?            | ?            | ?            | ?            | 6+       | 0+     | ?           | ?          |
| M. Cosenza      | 13       | 1       | ?           | ?          | ?            | ?            | ?            | ?            | 13+      | 1+     | ?           | ?          |
| S. D'Alessandro | 38       | 2       | ?           | ?          | ?            | ?            | ?            | ?            | 38+      | 2+     | ?           | ?          |
| E. D'Eramo      | 8        | 0       | ?           | ?          | ?            | ?            | ?            | ?            | 8+       | 0+     | ?           | ?          |
| B. Di Michele   | 32       | 10      | ?           | ?          | ?            | ?            | ?            | ?            | 32+      | 10+    | ?           | ?          |
| C. Eusepi       | 12       | 0       | ?           | ?          | ?            | ?            | ?            | ?            | 12+      | 0+     | ?           | ?          |
| L. Livello      | 5        | 0       | ?           | ?          | ?            | ?            | ?            | ?            | 5+       | 0+     | ?           | ?          |
| P. Negrisolo    | 21       | 0       | ?           | ?          | ?            | ?            | ?            | ?            | 21+      | 0+     | ?           | ?          |
| B. Nobili       | 32       | 1       | ?           | ?          | ?            | ?            | ?            | ?            | 32+      | 1+     | ?           | ?          |
| G. Pacchiarotti | 1        | 0       | ?           | ?          | ?            | ?            | ?            | ?            | 1+       | 0+     | ?           | ?          |
| E. Pellegrini   | 33       | 0       | ?           | ?          | ?            | ?            | ?            | ?            | 33+      | 0+     | ?           | ?          |
| G. Piagnerelli  | 38       | -38     | ?           | ?          | ?            | ?            | ?            | ?            | 38+      | -38+   | ?           | ?          |
| V. Prestanti    | 37       | 2       | ?           | ?          | ?            | ?            | ?            | ?            | 37+      | 2+     | ?           | ?          |
| P. Pucci        | 4        | 0       | ?           | ?          | ?            | ?            | ?            | ?            | 4+       | 0+     | ?           | ?          |
| R. Romei        | 24       | 0       | ?           | ?          | ?            | ?            | ?            | ?            | 24+      | 0+     | ?           | ?          |
| M. Santucci     | 11       | 0       | ?           | ?          | ?            | ?            | ?            | ?            | 11+      | 0+     | ?           | ?          |
| M. Silva        | 31       | 14      | ?           | ?          | ?            | ?            | ?            | ?            | 31+      | 14+    | ?           | ?          |
| S. Taddei       | 25       | 3       | ?           | ?          | ?            | ?            | ?            | ?            | 25+      | 3+     | ?           | ?          |
| S. Trevisanello | 26       | 0       | ?           | ?          | ?            | ?            | ?            | ?            | 26+      | 0+     | ?           | ?          |